# Ertuğrul
Ertuğrul (1198 – 1281): oguz-török nemzetségfő, a legendák szerint I. Oszmánnak, az Oszmán Birodalom alapítójának apja volt. 1227-ben a törzs vezére lett, miután az apja, Szulejmán az Eufrátesz folyóba fulladt. Később megszerezte a Karaja Dağ hegységet a mostani Ankara mellett.
Ertuğrul neve a turultól származásra utal, esetleg ő maga volt turul (az er- előtag sok jelentéssel bírhat), így nem kizárt, hogy teljesen kitalált személy. A hozzá kapcsolódó legenda szerint álmában egy Edebali nevű sejk utódait látta, amint világot hódítanak. Ezért fiával, Oszmánnal vetette feleségül Edebali leányát. Nem csak a legenda, hanem a turul és az Edebali név is az Emese-mítosz rokonságára utal.